# CSTF2T
CSTF2T‏ (Cleavage stimulation factor subunit 2 tau variant) هوَ بروتين يُشَفر بواسطة جين CSTF2T في الإنسان.